# Chautauqua Symphony Orchestra
La Chautauqua Symphony Orchestra (CSO) è un'orchestra statunitense e l'orchestra estiva residente del Chautauqua Institution, nello Stato di New York occidentale. Fondato nel 1929, l'ensemble suona i concerti il martedì, il giovedì e il sabato sera durante le nove settimane di apertura estiva dell'Istituto, nell'anfiteatro della struttura. La CSO attinge i suoi membri principalmente da orchestre statunitensi di professionisti. Oltre ai concerti standard, accompagna anche programmi della Chautauqua Ballet Company e dei Giovani artisti della Chautauqua Opera.

## Storia
Nel 1903 Henry B. Vincent, assistente direttore musicale dell'istituto, formò un'orchestra interna di 21 musicisti. La New York Symphony Orchestra ha tenuto concerti presso l'istituto come orchestra in visita tra il 1909 e il 1929. Nel 1929 l'istituto costituì ufficialmente la Chautauqua Symphony Orchestra come sua orchestra residente, con Albert Stoessel come primo direttore musicale dell'orchestra, dal 1929 fino alla sua morte nel 1943. Contemporaneamente, Stossel dirigeva le attività operistiche e la scuola di musica a Chautauqua. Tra i successori di Stossel figurano Franco Autori (1943-1953) e Walter Hendl (1953-1972), quest'ultimo il più longevo direttore musicale del complesso.
Da luglio 2015 il direttore musicale è Rossen Milanov, che è stato nominato dall'istituto Chautauqua nel mese di ottobre 2014. Nel settembre 2015 l'istituto di Chautauqua ha annunciato l'estensione del contratto di Milanov fino al 2019.

## Direttori musicali
- Albert Stoessel (1929–1943)
- Franco Autori (1943–1953)
- Walter Hendl (1953–1972)
- Sergiu Comissiona (1977–1980)
- Varujan Kojian (1980–1984)
- Joseph Silverstein (1986–1990)
- Uri Segal (1990–2007)
- Stefan Sanderling (2007–2010)
- Rossen Milanov (2015–presente)